# Neuradaceae
Neuradaceae — родина квіткових рослин, що складається з трьох родів — Grielum, Neurada, Neuradopsis — загалом десять відомих видів.
Раніше ці роди належали до порядку Rosales, а в одному випадку навіть до родини Rosaceae, але тепер вони визнані належними до порядку Malvales.